# Where Do I Begin? (Love Story)
Pour les articles homonymes, voir Love Story.
Where Do I Begin? (Love Story) est une chanson enregistrée en version instrumentale en 1970 pour le film Love Story. Des paroles sont ensuite ajoutées dans la version d'Andy Williams. La version française enregistrée par Mireille Mathieu en 1971 sous le titre Une histoire d'amour sur un texte de Catherine Desage s'est vendue en France à plus de 400 000 exemplaires.

## Interprétation
- Andy Williams
- Vikki Carr (it)
- Rick Astley
- José José
- Shirley Bassey
- Nana Mouskouri
- Donald Braswell II (es)
- Francis Lai (instrumental : Theme from "Love Story")
- Mireille Mathieu (en français : Une histoire d'amour)
- Farida (en italien : Grazie, amore mio)
- Henry Mancini (instrumental : Theme from "Love Story")
- Engelbert Humperdinck
- Iva Zanicchi (en italien : Grazie, amore mio)
- Ferrante & Teicher (it) (instrumental : Theme from "Love Story")
- Johnny Mathis
- Patricia Kaas
- Paul Mauriat (instrumental : Theme from "Love Story")
- Don Costa (instrumental : Theme from "Love Story")
- Nikka Costa
- Luis Miguel (en espagnol : Historia de amor)
- Plácido Domingo
- Frank Sinatra
- Richard Clayderman (instrumental : Theme from "Love Story")
- Santo & Johnny (instrumental : Theme from "Love Story")
- Patty Pravo (en italien : Grazie, amore mio)
- Johnny Dorelli (en italien : Grazie, amore mio)
- Nino Tempo e April Stevens (it)
- Estela Nunez (es) (en espagnol : Historia de amor)
- Francesca Guadagno (it) (en italien : Grazie, amore mio)

## Dans la culture
Sauf indication contraire, les informations mentionnées dans cette section peuvent être confirmées par le générique de fin de l'œuvre audiovisuelle présentée ici, ainsi que par la base de données cinématographiques IMDb,  présente dans la section « Liens externes ».
- 1973 : Shirley Bassey chante sa version
- 1981 : Dans la chanson intitulée Le Retour de Gérard Lambert de Renaud, quelques notes sont jouées à la trompette à 2 min 54, pour illustrer une hypothétique idylle entre Gérard Lambert et une jeune fille sur le bord de la route.
- 1989 : Trop belle pour toi - fredonnée par Josiane Balasko dans sa salle de bains.
- 1994 : La Cité de la peur - Quelques notes pianotées au restaurant, avant le dîner entre Gérard Darmon et Chantal Lauby.
- 1997 : Les Randonneurs - Lors d'un rêve de Philippe Harel.
- 1997 : le groupe de hip-hop français Mafia Trece utilise la mélodie dans son morceau Le mauvais chemin
- 2000 : Shirley Bassey et Await Team Mix reprennent ce morceau avec un tempo plus DJ en hommage à James Bond " les Diamants sont éternels"
- Années 2010 sur France Inter : Parfois jouée au piano par Richard Lornac lors de l'émission Le Fou du Roi (présentée par Stéphane Bern), le plus souvent lors des chroniques de Daniel Morin.